# Debaltseve
Debaltseve eller Debaltsevo (ukrainsk: Деба́льцеве Debálʼtseve, russisk: Деба́льцево Debálʼtsevo) er en by af regional betydning i de facto Folkerepublikken Donetsk; de jure Donetsk oblast, Ukraine. Byen ligger i den østlige udkant af Donetsk oblast og grænser op til Luhansk oblast. Byen har en befolkning på omkring 24.316 (2021).
Den 18. februar 2015 blev byen erobret af Donetsk Folkemilits efter efter Slaget om Debaltseve (en)

## Geografi
Debaltseve ligger 74 km fra Donetsk ad landevejen, 58 km i luftlinje. Den ligger 803 km fra fra Kyiv. Den administrative grænse mellem Donetsk og Luhansk oblasts ligger langs ved byens østlige grænser.
Byen ligger  på en bakke, hvorfra mange Donbass-floder udspringer. Floden Bulavin (en biflod til floden Krynka, Mius-bækkenet) udspringer i byens sydlige udkant, floden Lozova (en biflod til floden Lugan, Severskij Donets-bækkenet) i den nordøstlige del af byen, floden Sanzharivka (en biflod til floden Lugan) i nord, floden Skelevaja (en biflod til floden Lugan) i nordvest og floden Karapulka (en biflod til floden Lugan) i de vestlige udkantsområder.